# 仮想デスクトップ

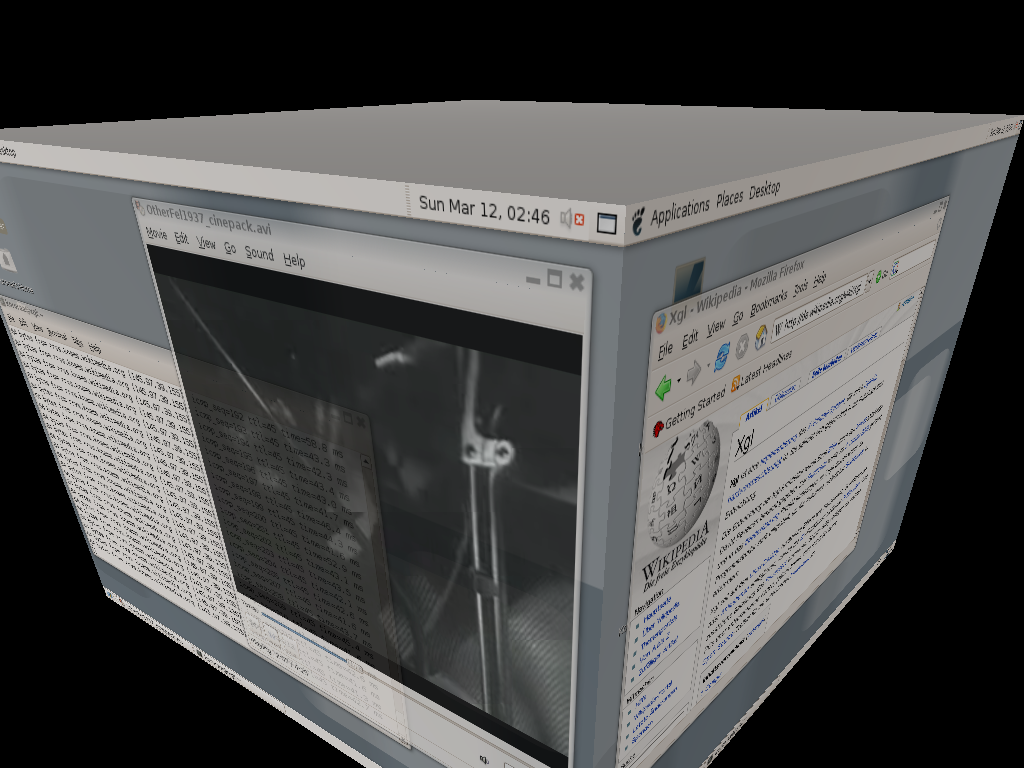
Compiz で複数の仮想デスクトップを切り替える様子

仮想デスクトップ（かそうデスクトップ、英: virtual desktop）は、コンピュータのデスクトップ環境を拡張するソフトウェアの一種。デスクトップの数、あるいは領域の拡張を行う。さらに、この種のソフトウェアによって拡張されたデスクトップのこと。

## 概要
仮想デスクトップは、コンピュータに接続された1つの物理的なディスプレイに対し、独立した複数の仮想的なデスクトップ環境、あるいはディスプレイの表示領域より広い連続したデスクトップ空間の提供を行う。ユーザは、ウィンドウまたはアプリケーションごとに、どの仮想デスクトップに表示するかを指定することができる。
一般的な仮想デスクトップソフトウェアは、作業する仮想デスクトップを瞬時に切り替える機能やウィンドウを別なデスクトップに移動させる機能、デスクトップごとに外観をカスタマイズする機能などがある。特定のウィンドウをすべてのデスクトップに表示させることもできる。個々の仮想デスクトップは縦横に並んだものとして、上下、隣などの概念をもっている。仮想デスクトップ全体を縮小し、全体を俯瞰することができるウィンドウやモードがあり、ウィンドウの移動などを行うことができる。

## 実装

### X Window System
X Window Systemでは、いくつかの高機能なウィンドウマネージャ（Xウィンドウマネージャの記事を参照）が仮想デスクトップの機能を提供している。X11R4以降に添付されている標準（デフォルト）のウィンドウマネージャであるtwmには仮想デスクトップ機能は無いものの、以前は人気の高かったFVWMや、twmの派生として仮想デスクトップを追加した派生版としてCTWMやvtwmなどがある。
より高機能なデスクトップ環境では、ウィンドウマネージャとは独立して仮想デスクトップシステムが提供されているものが多く、CDEやGNOMEやKDEといったメジャーなデスクトップ環境ではほぼすべてがサポートしている。

### Windows
Windowsでは、これまで標準の機能として仮想デスクトップ機能は取り入れられていなかった。そのため、仮想デスクトップを実現するためのソフトウェアがいくつか配布されている。マイクロソフトはWindows XP用の仮想デスクトップソフトウェアとして、Virtual Desktop ManagerをMicrosoft PowerToys XP editionsのひとつとして配布している。しかし、このマイクロソフトで配布しているソフトウェアを含め、Windows用の仮想デスクトップ用ソフトウェアは、すべてのアプリケーションを思い通りに制御できるわけではない。Windowsでは仮想デスクトップは普及していなかったが、Windows 10ではこの機能が標準搭載されている。

### macOS
macOSでは、Mac OS X v10.4までは仮想デスクトップは標準的な機能ではなかった。仮想デスクトップはMac OS X v10.5においてSpacesという名称でOSの一部として採用された。標準の仮想デスクトップが提供される以前にもいくつかのソフトウェアが配布されていたが、一般に普及はしていなかった。デスクトップでの作業効率を挙げるためのOS標準のソフトウェアとしては、Mac OS X v10.3から採用されたExposéがあった。